# 21. Cserkész Világdzsembori
A 21. Cserkész Világdzsembori egy 2007. július 27. és augusztus 8. között, az angliai Essex megye megyeszékhelyén, Chelmsfordban, a Hylands Parkban, 158 ország 38 000 cserkészének részvétele mellett megrendezett dzsembori volt.

## Résztvevők
A dzsemborin a Cserkész Világszövetség 14-18 éves tagjai vehetnek részt, az idősebbek pedig a programok lebonyolításába kapcsolódhatnak be.  
Ez lesz a tervezett létszám mellett minden idők második legnagyobb létszámú dzsemborija, az 1929-es 3. Cserkész Világdzsemborin 50 000-en vettek részt.

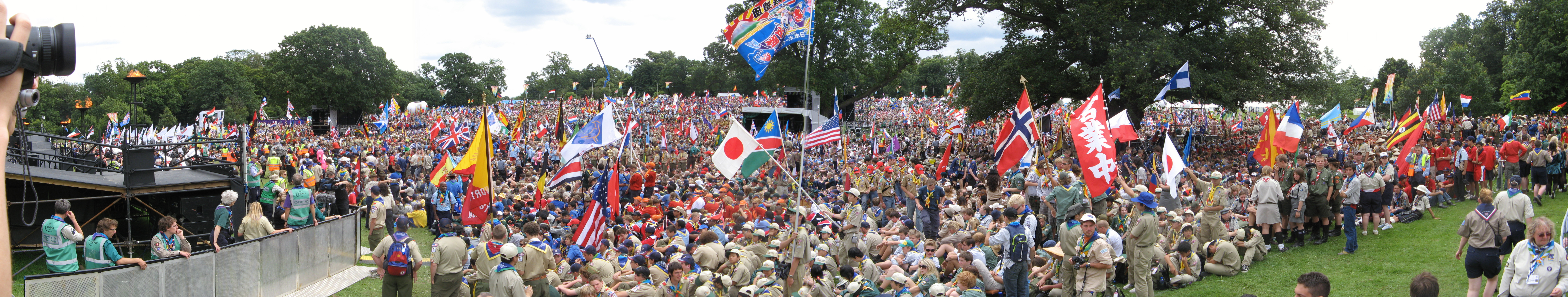
Cserkészek a megnyitó ünnepségen

Magyarországot 544 cserkész képviselte, ebből 70 vezetői és 120 nemzetközi szervezői munkát látott el. Összesen 158 cserkészcsapatból állt fel a kontingens.

## Jelmondat
Az esemény jelmondata megegyezett a cserkészet centenáriumi jelmondatával: Egy világ, egy fogadalom, mely arra utal, hogy a világon élő valamennyi cserkészt összeköti a cserkészfogadalom.